# 李歐·史普林克爾
隆納·李歐·史普林克爾（英語：Ronald Leo Sprinkle，1930年8月31日—2021年11月）是美國心理學家、幽浮學家，曾為懷俄明大學心理學教授。

## 生平
出生於科羅拉多州洛磯福特。在科羅拉多大學獲得學士和碩士學位，1961年在密蘇里大學獲得博士學位。1964年進入懷俄明大學任教。1989年退休。
史普林克爾自1960年代便開始研究輪迴和不明飛行物現象。在歷經1949年和1956年先後兩度目擊不明飛行物後，史普林克爾本人對不明飛行物的態度從嘲笑者、懷疑論者轉變為「不情願的相信者」。
史普林克爾本身是一名循道宗教徒。他表示自己雖然不再遵循傳統基督教教義，但仍相信宗教教義和超自然體驗之間存在關聯。

## 外部連結
- 李歐·史普林克爾在互联网电影资料库（IMDb）上的資料（英文）